# Cenchrometopa curvinervis
Cenchrometopa curvinervis är en tvåvingeart som beskrevs av Friedrich Georg Hendel 1909. Cenchrometopa curvinervis ingår i släktet Cenchrometopa och familjen fläckflugor.
Artens utbredningsområde är Peru. Inga underarter finns listade.